# Таймир (озеро)
Тайми́р, Тайми́рське о́зеро — озеро на півострові Таймир в Красноярському краї РФ.

## Географія

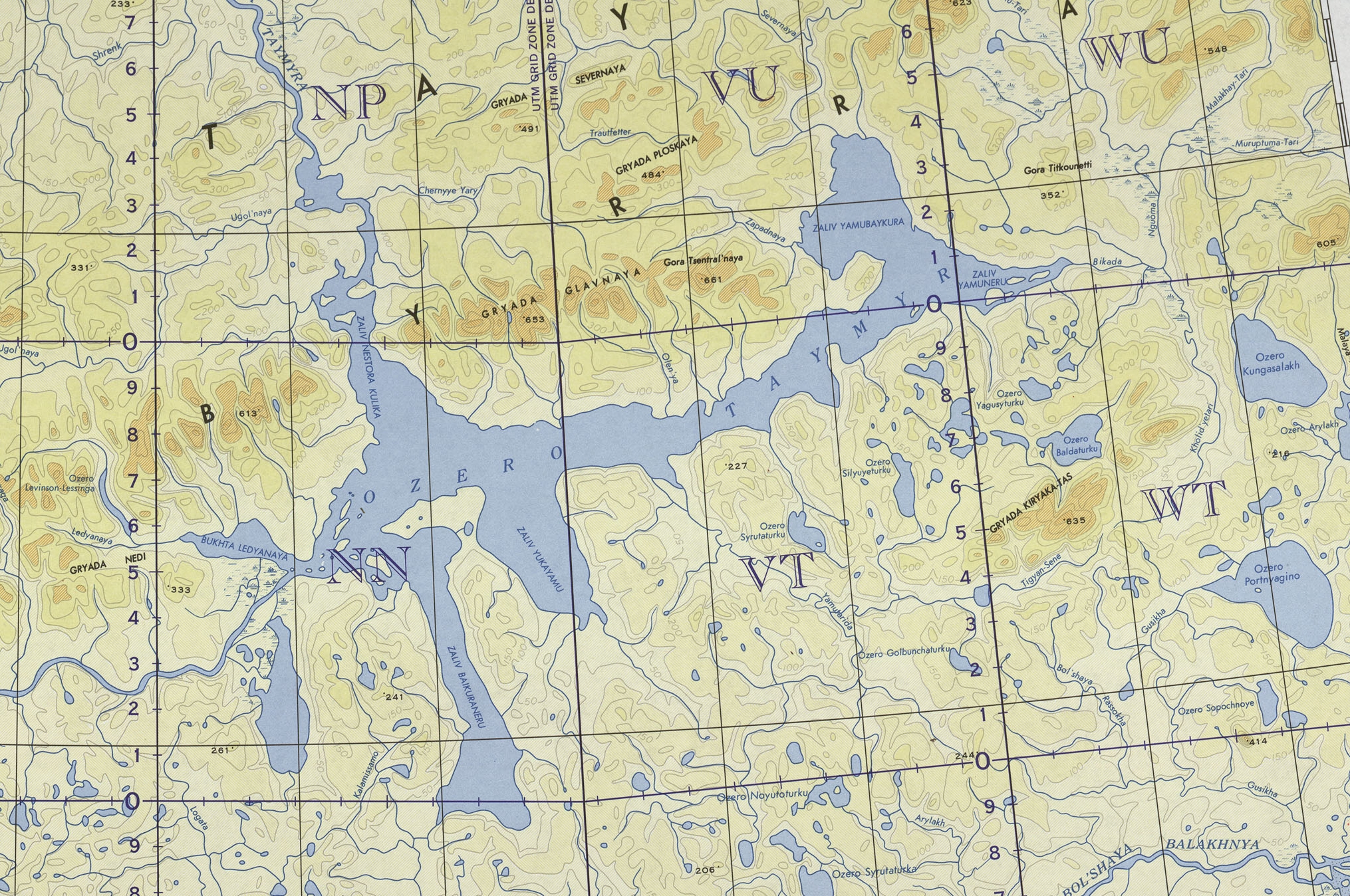
Озеро Таймир. Фрагмент американської військової мапи 1964 року

Площа озера — 4 560 км², глибина — до 26 м. Озеро з'єднано з річкою Таймира — відповідно до впадіння в озеро річка має назву Верхня Таймира (довжина 567 км), а по виході з нього — Нижня Таймира (187 км).
Озеро лежить у тектонічній улоговині, яка пізніше зазнала дії льодовика, а вже опісля була заповнена водою.
Озеро Таймир — найпівнічніше у світі справжнє велике озеро. Розташоване озеро далеко за полярним колом, біля піджніжжя гір Бирранґа (крайня північна кінцівка озера знаходиться бл. 76 градуса північної широти).
Узбережжя переважно високе, розчленоване. Живлення — снігове. Характерні різкі сезонні коливання рівня (пересічно до 6 м). Озеро вкрите кригою з кінця вересня до червня. Температура води в серпні +8 °C, взимку — трохи вище 0 °C.
В Таймирському озері водяться цінні види риб — сиг, лосось, харіус, а також нельма, муксун, омуль тощо.
Південно-західна частина озера входить до Таймирського заповідника.

## Джерело
- Українська радянська енциклопедія : у 12 т. / гол. ред. М. П. Бажан ; редкол.: О. К. Антонов та ін. — 2-ге вид. — К. : Головна редакція УРЕ, 1974–1985., Т.11. кн.1, К., 1984, стор. 119
- Озеро Таймир / Державний водний реєстр Російської Федерації. Постанова Уряду РФ № 253 від 28 квітня 2007 року. (рос.)

| Озеро | Це незавершена стаття про озеро . Ви можете допомогти проєкту, виправивши або дописавши її. |

1. ↑  http://wldb.ilec.or.jp/Details/Lake/ASI-242